# Okončina
Okončina, končina ali ekstremitéta je gibljiv del telesa živali, ki se uporablja za premikanje ali prijemanje. Gibljivost omogočajo mišice, pripete na členjen skelet (zunanji kot pri členonožcih ali notranji kot pri tetrapodih), okončinam živali brez skeleta, kot so mehkužci, pa zagotavljajo gibljivost pasovi podkožnega mišičja.
Človek spada med tetrapode, klad strunarjev, ki jih združuje značilnost, da imajo dva para okončin. Zgornji par človeških okončin so roke, spodnji pa noge. Človek je prilagojen za dvonožno premikanje in uporablja roke za prijemanje, zato so šibkejše, a tudi mnogo gibljivejše od nog. Večina drugih tetrapodov uporablja vse štiri okončine za premikanje, zato vsem štirim pravimo noge, nekateri, kot so človeku podobne opice, pa lahko uporabljajo za prijemanje tudi zadnji par okončin.